# Ikarus 415 T
Ikarus 415T este un model de troleibuz produs de firma maghiară Ikarus.

## Lista modelelor

### Ikarus 415T.1
Primul troleibuz de acest tip a apărut în anul 1992, cu echipamente electrice construite de către Ganz Villamossági Művek (Uzinele Electrice Ganz, abreviat ca GVM) din Budapesta și Ansaldo din Italia. Acest prototip a fost modificat în 1997 și testat în mai multe orașe (Debrețin, Bratislava, Moscova), într-un final ajungând la Tallinn unde a fost circulat până în 2006, a fost casat în 2008.

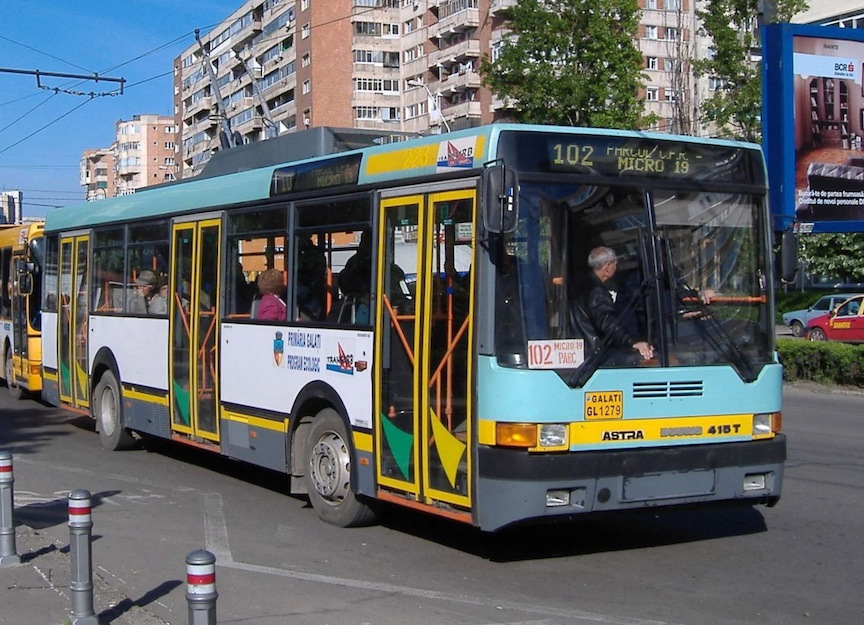
Troleibuzul Gălățean nr. 1279, 2008

### Astra-Ikarus 415.80T
În România, Astra Bus Arad a produs electronica troleibuzelor Ikarus 415T, sub licența GVM, rezultând troleibuzul Astra Ikarus 415T, caroseria fiind produsa la Székesfehérvár de către Ikarus. Două orașe din România au acest tip de troleibuze: București și Galați. Au fost produse între 1997 și 2002.
În București circulă 3 tipuri de troleibuz: seria 51xx (cu geamuri mai rotunde), seria 52xx (cele pătrățoase), și un exemplar cu numărul de parc 5300 (de la 5301 până la 5400 sunt Astra Irisbus Citelis).
Troleibuzele au fost aduse în oraș între anii 1997 și 2001-2002. Ele sunt prezente în toate depourile RATB (Vatra Luminoasa, Berceni, Bucureștii-Noi, Bujoreni).
Mai jos o listă a troleibuzelor care au fost produse pentru București:
Seria 1 (51xx)
- 5100-5129, produse 1997
- 5130-5199, produse 1998

Seria 2 (52xx)
- 5201-5205, produse 1999
- 5206-5211, produse 2000
- 5215-5245, produse 2001
- 5246-5299, produse 2002
- 5212-5214, produse 2002 (acestea au fost aduse inițial în 2000 dar au fost achiziționate de către Galați, așa că exemplarele înlocuitoare au fost aduse în 2002)

Seria 3 (5300), produsă în 2002. 
În Galați circulă trei troleibuze Astra Ikarus 415 T, asemănătoare cu cele din seria 52xx ale Bucureștiului. Acestea erau inițial destinate Bucureștiului (numerotate 5212-5214) dar au fost date Galațiului pentru a înlocui troleibuzele DAC.

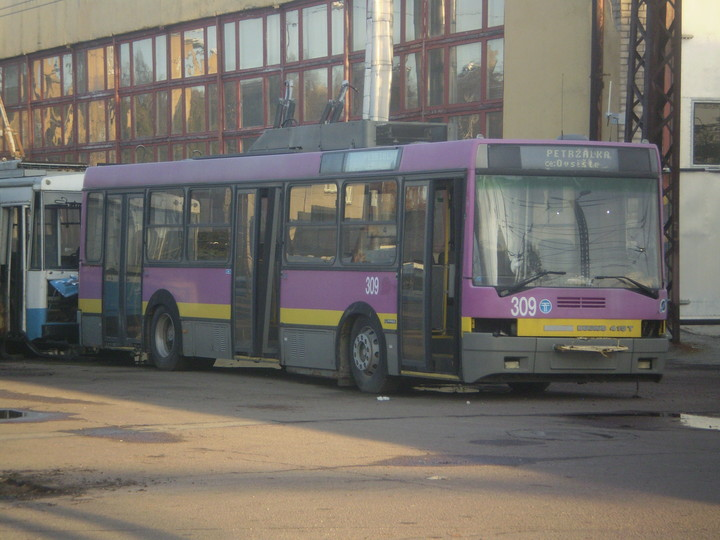
Prototipul din 1992, în depoul de troleibuze din Tallinn, 2008

### Ikarus-Dinamo 415.83T

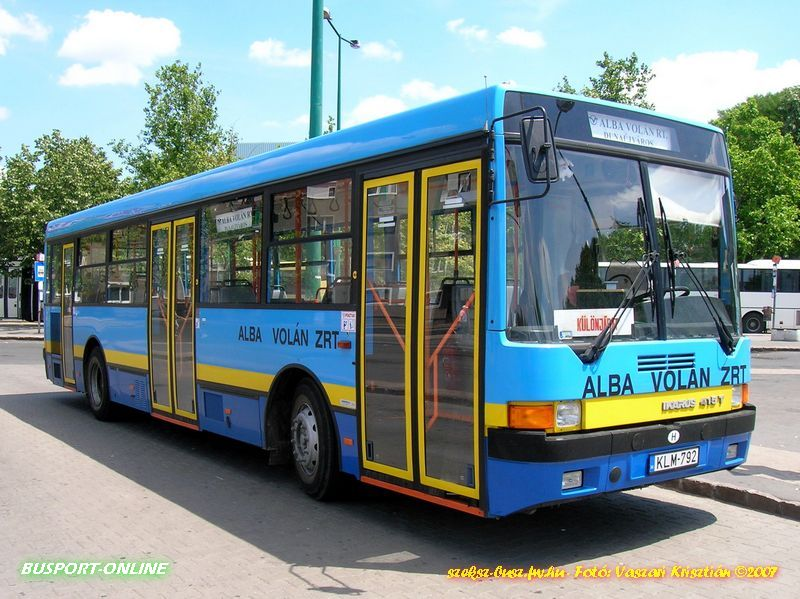
Fostul troleibuz Ikarus-Dinamo, actualmente Ikarus 415T.93

Acesta a fost un prototip care urma să fie realizat pentru exportul în Rusia în anul 2001. Echipamentul electric a fost fabricat la Uzina de Construcții Electrice Dinamo din Moscova, fiind dotat cu echipamente electrice similare troleibuzelor ZiU-9, iar caroseria se asemăna troleibuzelor din seria 52xx făcute pentru RATB, cu o schema de vopsire predomninant albastră cu o dungă galbenă. Troleibuzul a fost prezentat la o expoziție în Moscova. Deși fabrica Dinamo a sperat ca companiile de transport ruse care foloseau troleibuze, doreau achiziționarea acestui tip de troleibuz, care era un vehicul nou ce folosea echipamente electrice similare troleibuzului ZiU-9, iar Ikarus care spera ca aceste comenzi să fie capabile să mai țină compania în viață (la aceea vreme, Ikarus era în prag de faliment), nu au fost comandate troleibuze de acest tip. Motivul neînceperii producției de troleibuze de acest tip au fost costurile de producție ridicate. Acesta a fost adus în incinta unui depozit al fabricii de camioane "Csepel autógyár", în Szigethalom unde ulterior a fost transformat în autobuz.